# Bojan Rugelj
Bojan Rugelj, slovenski politik, poslanec in inženir, * 20. julij 1959, Brežice.
Bojan Rugelj, član Slovenske demokratske stranke, je bil leta 2004 izvoljen v Državni zbor Republike Slovenije; v tem mandatu je bil član naslednjih delovnih teles:
- Odbor za gospodarstvo,
- Odbor za kmetijstvo, gozdarstvo in prehrano,
- Odbor za promet in
- Mandatno-volilna komisija.